# Barbarella (attrice)
Barbarella, pseudonimo di Virna Aloisio Bonino, nota anche come Virna Anderson (Torino, 28 maggio 1963 – Roma, 3 dicembre 2015), è stata un'attrice pornografica italiana.

## Biografia
Introdotta appena maggiorenne nel mondo dell'hard dal manager Riccardo Schicchi, al fianco di partner maschili come Rocco Siffredi e Roberto Malone, raggiunse una discreta popolarità negli anni novanta al fianco di pornostar come Cicciolina, Moana Pozzi, Baby Pozzi e Miss Pomodoro. Lo pseudonimo Barbarella fu scelto in onore dell'omonimo film con Jane Fonda del 1968, tratto a sua volta dall'omonimo fumetto dell'eroina di Jean-Claude Forest.
Sempre di questi anni sono alcuni programmi notturni dell'emittente Rete Mia ai quali Barbarella partecipava stando senza mutande. Nel 1991 fu candidata insieme a diverse sue colleghe al parlamento con il Partito dell'Amore. Fece anche apparizioni nello showbiz mainstream, prendendo parte alla trasmissione Avanzi con Serena Dandini e recitando un ruolo autoironico in Simpatici & antipatici (1998) di Christian De Sica. Ottenne un provino e la relativa parte in Hamlet suite di Carmelo Bene, ma abbandonò il progetto per contrasti sorti col regista. Nel 1995 diventò protagonista di un Musical intitolato Adamo ed Eva... l'origine del Peccato, in cui faceva la parte di Eva, con la regia di Maximo De Marco, suo amico da sempre, che la lanciò anche nel mondo discografico e in quello teatrale.
Ritiratasi dal mondo del porno nel 2003, incontra nel 2006 il produttore discografico Genny Random per il quale incide il brano singolo Però mi piace, edito dalla Baracca edizioni di Gianni Drudi. A questo seguirà il videoclip musicale studiato per rilanciarla a livello mediatico. Il video, girato interamente col cellulare secondo la moda del momento, riceve migliaia di visualizzazioni su YouTube partecipando anche ad alcuni festival di cortometraggi. Nel 2007 incide un cameo nel brano di Stewart dal titolo "Con te non parlo più" e apparendo quindi anche nel video musicale del brano. L'ultima volta in video è nel 2010 nello spot di Canal G Television, la TV GLBT Italiana, poiché si era sempre battuta contro le discriminazioni sessuali partecipando a molte edizioni del gay pride di Roma. Il 9 dicembre 2012 presenziò ai funerali di Riccardo Schicchi.

### Morte
È morta il 3 dicembre 2015. La notizia del decesso venne tenuta nascosta per più di un mese.

## Filmografia

### Filmografia pornografica
- Anal Stars, regia di Martin White (1990)
- Anal Trailer 1, regia di Luca Damiano (1990)
- Barbarella e Miss Pomodoro, regia di Alex de Renzy (1990)
- Bocca profonda, regia di Alex de Renzy (1990)
- Le perversioni degli angeli, regia di Riccardo Schicchi (1991)
- Ore 9 a scuola di tutto sesso, regia di Nicholas Moore e Riccardo Schicchi (1991)
- Sole e sesso a Malibù (Malibu Spice), regia di Alex de Renzy (1991)
- Caldi istinti di una ninfomane di lusso, regia di Frank Simon (1992)
- Cavalla per stalloni doc... bocca calda mani di velluto, regia di Mario Bianchi (1992)
- Donna di cuori, regia di Frank Simon (1992)
- I miei caldi umori, regia di Nicholas Moore (1992)
- Il castello del piacere, regia di Mario Bianchi (1992)
- Oltre i confini del sesso, regia di Mario Bianchi (1992)
- Penetrazioni più profonde in... sessualità bestiale, regia di Yves Baillat (1992)
- Pianeta infuocato di sesso ovvero Il mondo erotico di Barby, regia di Mario Bianchi (1992)
- Porca e Ninfomane, regia di Martin White (1992)
- Succhiatrici di polline ovvero Una bocca piena di sesso, regia di Riccardo Schicchi (1992)
- A culo nudo, regia di Riccardo Schicchi (1993)
- Alice nel paese delle pornomeraviglie, regia di Luca Damiano (1993)
- Canal Stars ovvero Tocco magico di Moana, regia di Mario Bianchi (1993)
- Dominio anale, regia di Luca Damiano (1993)
- Le avventure erotiX di Cappuccetto Rosso, regia di Luca Damiano (1993)
- Le tre porcelline, regia di Luca Damiano (1993)
- Sessualita bestiale, regia di Derek Worth (1993)
- Sodoma piaceri proibiti, regia di Tony Yanker (1993)
- Stelle anali, regia di Mario Bianchi (1993)
- Tocco magico, regia di David Bird (1993)
- Bestial Fantasy - Strani amori di donne, regia di David Bird (1994)
- Folli desideri erotici... degli italiani, regia di Sam Fox (1994)
- Infinitamente porno, regia di Mario Bianchi (1994)
- Infuocata di sesso, regia di Mario Bianchi (1994)
- Private Film 19: La dolce vita Hotel, regia di Steve Perry (1994)
- Si vive solo una volta, regia di Franco Ludovisi (1994)
- Strani ricordi... sodomia forzata, regia di Tony Yanker (1994)
- Superbrividi bestiali... infinitamente, regia di Mario Bianchi (1994)
- Infuocata di sesso, regia di Mario Bianchi (1995)
- L'Angelo del sesso ...anale, regia di Mario Bianchi (1995)
- Private Video Magazine 21, regia di Berth Milton e Pierre Woodman (1995)
- Rocco's Hot Pursuit, regia di Silvio Bandinelli (1995)
- Nuovo Cinema Paradisex, regia di Luca Damiano (1996)
- Piacevoli voglie anali, regia di Frank Simon (1996)
- EuroFlesh 2 - Cosce aperte, regia di John Stesy (1997)
- L'ultimo tango anale, regia di Nicholas Moore (1999)
- Maxs Best of 1988-1994
- Radiognocca, regia di Morris Magli (2000)
- She Male Xtasy 3 (2001)
- Diavolo nero angelo biondo (2003)
- Camel Toe (2004)
- Transsexual Cumlickers (2009)
- I soliti noti (2013)
- No Talk, Just DP Action (2014)

### Filmografia non pornografica
- Ecstasy, regia di Luca Ronchi (1989)
- Intimo profondo, regia di Salvatore Bugnatelli (1989)
- Obsession - Una storia di straordinaria follia, regia di Pasquale Fanetti (1989)
- Racconto immorale, regia di Salvatore Bugnatelli (1989)
- Abatjour 2, regia di Lawrence Webber (1990)
- Il sofà... di madame X, regia di Lawrence Webber (1990)
- Lolita 2000, regia di Cly De Rocca (1990)
- Senza scrupoli 2, regia di Carlo Ausino (1990)
- Top Model 2, regia di Pasquale Fanetti (1990)
- Simpatici & antipatici, regia di Christian De Sica (1998)
- Amorestremo, regia di Maria Martinelli (2001)
- 80 Italian Sexy Models, regia di Salvatore Bugnatelli (2006)

## Programmi TV
- Avanzi (1991)
- È panna montata (1994)

## Discografia
- 2006 – Però mi piace